# Hong He (Hun He)
Der Hong He (chinesisch 紅河 / 红河, Pinyin hóng hé – „Roter Fluss“) ist ein Fluss in der Provinz Liaoning, Volksrepublik China und vereinigt sich beim Zusammenfluss mit dem Ying’e He zum Hun-Fluss (auf der Karte ist der Zusammenfluss da, wo der Hun-Fluss anfängt).
Er entspringt in der Nähe von Taipingtun, wird dann zum Zhuanshui-See und fließt in großen Windungen Richtung Westen, vorbei an Dadian Zicun, Nantianmen Cun, Shahezi, „Fushun Honghe Gorge Drifting“, Nanshan und fließt dann nach mehreren Bögen stetig Richtung Norden, vorbei an einem weiteren „Fushun Honghe Gorge Drifting“ und knickt dann später leicht nach Nordosten ab. Bei Bagu Liu macht er eine S-Schleife und fließt dann nach einem weiteren großen halbkreisförmigen Bogen wieder Richtung Westen vorbei an Si Avenue Hecun, um dann ca. nach 2 km wieder gerade nach Norden abzuknicken. Kurz hinter Ma Qianzhaicun vereinigt er sich mit dem Ying’e He zum Hun-Fluss.